# デイビッド・ラムゼイ
デイビッド・ラムゼイ（英語: David Ramsay、1749年4月2日 - 1815年5月8日）は、アメリカ合衆国サウスカロライナ州チャールストン出身の医師、歴史家、政治家である。1782年から1783年、および1785年から1786年にサウスカロライナ州代表として連合会議に出席した。アメリカ独立戦争に関する初期の主要な歴史家の一人であった。

## 生涯
アイルランドからの移民の息子として、ペンシルベニアのランカスター郡で生まれた。1765年にプリンストン大学を卒業し、1773年にはペンシルベニア大学で医学の学位を受けた。その後チャールストンで医院を開業し大きな成功を得た。
アメリカ独立戦争の間、1776年から1783年まで、サウスカロライナ邦議会議員を務めた。1780年にチャールストンがイギリス軍によって脅かされた時、野戦軍医としてサウスカロライナ民兵隊に従軍した。チャールストン市が陥落した後、1年間近くフロリダのセントオーガスティンで捕虜生活を送り、その後捕虜交換で釈放された。1782年から1786年まで連合会議代議員を務め、この間、1785年11月23日から1786年5月2日までジョン・ハンコック議長に代わって議長代理を務めた。1801年から1815年までサウスカロライナ州上院議員となり、長い間議長を務めた。

### 歴史家として
当時ラムゼイは政治家としてよりも歴史家および著作家として良く知られた。1785年の3巻からなる『サウスカロライナの革命の歴史』、1789年の2巻からなる『アメリカ独立戦争の歴史』、1807年の『ワシントンの生涯』および1809年の2巻からなる『サウスカロライナの歴史』を著した。ラムゼイは幾つかの商品の著作家でもあり、その中には、ラムゼイの3番目の妻マーサ・ローレンス・ラムゼイの伝記（1812年）がある。マーサは教養のある女性であり、1780年代に父のヘンリー・ローレンスのために政治的な女主人役を務めた。
歴史家ピーター・メッサーは、ラムゼイの『アメリカ独立戦争の歴史』（1789年）からより保守的な『アメリカ合衆国の歴史』（1816年-1817年）までの著作で考え方の変遷を調べた（2002年）。ラムゼイの作品は行動的な市民に社会制度の改革や改善を訴えるところから始まり、熱心に過ぎる人々に関する危険性の警告や現存する制度の保存の必要性に至っている。インディアンやアフリカ系アメリカ人奴隷の待遇に関する議論の中で、白人に対する批判の調子が弱まり、社会を全体で捉える見方への反映のさせ方が変わった。ラムゼイがサウスカロライナ経済と政治制度に関わりが増え、19世紀初期の民族主義を規定する安定の必要性がその変化に影響した。やはり歴史家のカレン・オブライエンは、ラムゼイの『アメリカ独立戦争の歴史』が戦後に出た最初で最も完成した歴史書の一つだと言っている（1994年）。オブライエンは、ヨーロッパ啓蒙主義の歴史的伝統の中にこの著作を著し、アメリカ合衆国はヨーロッパの政治や文化の発展の典型的な様相を越えては歴史的な定めが無いというラムゼイの信念を反映させることで、アメリカ例外主義者の文字通り枠組みに挑戦した。19世紀アメリカの歴史を壮大に描くことは、ラムゼイが示唆しているように、ニューイングランドの史料編纂の伝統にドイツの歴史思想を加え、歴史の結果としてよりも歴史の仲介者として国民の性格を扱うことである。ラムゼイの歴史は最初のアメリカの歴史叙事詩というよりもヨーロッパ啓蒙思想の最後のものと考えた方が良い。
ラムゼイは1815年5月8日に狂信者によって殺害された。その3巻よりなる著書『アメリカ合衆国の歴史』は死後の1816年から1817年に出版され、1819年に20巻で出版された『アメリカ化された普遍的歴史』の初めの3巻になった。

## 係累
ラムゼイの兄は大陸会議代表のナサニエル・ラムゼイであり、画家のチャールズ・ウィルソン・ピールの義兄弟だった。ラムゼイは3度結婚した。ジョン・ウィザースプーンおよびヘンリー・ローレンスの義理の息子であり、そのこと（縁戚）で、サウスカロライナ州知事チャールズ・ピンクニー、ラルフ・アイザード、ジョン・ラトリッジ、アーサー・ミドルトン、ダニエル・フーガーおよびルイス・モリスとも親戚になった。